# Nicola di Hanappes
Nicola di Hanappes (anche Nicòla di Hannapes) (Hannappes, 1225 circa – San Giovanni d'Acri, 18 maggio 1291) è stato un patriarca cattolico francese, ultimo Patriarca latino di Gerusalemme e anche uno celebre scrittore di opere di carattere spirituale.

## Biografia
Entrato nell'ordine domenicano a Reims, frequentò gli studi teologici presso il convento di San Giacomo a Parigi; verso il 1260 conobbe e diventò amico di Latino Malabranca Orsini, che in seguito divenne cardinale vescovo di Ostia. Probabilmente proprio per questa amicizia Nicola fu promosso Penitenziere Apostolico a Roma e nel 1288 fu nominato Patriarca di Gerusalemme da papa Niccolò IV; in quel tempo la situazione del cristianesimo latino in Terra Santa era in uno stato drammatico: Gerusalemme era nelle mani dei turchi dal 1187 e la sede del Patriarcato si era trasferita a  San Giovanni d'Acri. Nicola di Hanappes viene anche nominato legato pontificio per la Siria, Cipro e l'Armenia.

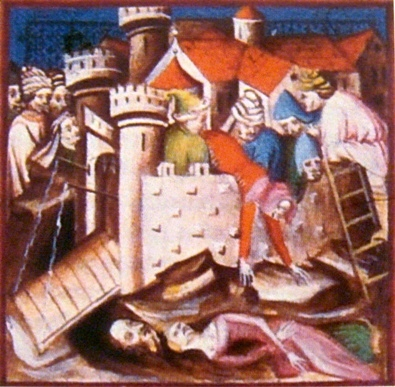
Assedio di Acri

Nell'aprile 1289 il sultano mamelucco Qalawun conquistò la città di Tripoli e uccise tutta la sua popolazione; rimaneva solo San Giovanni d'Acri come l'ultimo bastione del regno di Gerusalemme. L'assedio da parte del sultano Al-Ashraf Khalil iniziò nel mese di aprile 1291. Il 12 maggio 1291, dopo un mese di combattimenti, i Saraceni conquistarono la città e Nicola de Hanappes fu tra le numerose vittime che annegarono mentre cercavano di fuggire via mare dalla città conquistata dai Mamelucchi. Secondo la tradizione la sua nave affondò in quanto sovraccarica, proprio perché il patriarca aveva cercato di salvare il maggior numero di donne e di bambini.

## Opere
Fu autore della Virtutum vitiorumque exempla ex sacris litteris, una specie di Biblia pauperum composta tra il 1260 e il 1278; fu stampato per la prima volta a Venezia nel 1477 e attribuito a San Bonaventura.

## Genealogia episcopale
La genealogia episcopale è:
- Papa Niccolò IV
- Patriarca Nicola di Hanappes